# Alan A. Freeman
Alan A. Freeman (* 28. September 1920 in London; † 15. März 1985 in Surrey) war ein britischer Musikproduzent.

## Leben
Die größte Bekanntheit erlangte Freeman wohl dadurch, dass er von 1949 bis 1963 der Produzent von Petula Clark war, bis Tony Hatch diese Rolle von ihm übernahm. Hatch machte Petula zwar international bekannt, aber es war Freeman, der ihre musikalische Karriere gefördert hatte, seit sie 17 war.
Alan Freemans Traum war es immer gewesen, ein eigenes Plattenlabel zu besitzen und eigene Schallplatten zu veröffentlichen. 1949 arbeitete er als Vertreter für den Musikverlag von Eddie Kazner, als er ein wenig Geld erbte und daher beginnen konnte, seinen Traum zu verwirklichen. Sein Freund Joe Henderson kannte die junge Petula Clark, deren Vater Leslie ihr gerne zu einer Plattenkarriere verhelfen wollte. Joe machte Alan mit Leslie bekannt, der daraufhin von seinem (oder Petulas) Geld in das neue Label investierte.
Das Label, Polygon Records, war Alans tapferer Versuch, einen Fuß in den britischen Schallplattenmarkt zu bekommen – zu einer Zeit, als dieser von Marken wie Decca und HMV (EMI) beherrscht wurde. Die ersten Aufnahmen wurden dann auch eigentlich für den australischen Markt gemacht, wo Alan Kontakte hatte und erst einmal ein bisschen üben wollte.
Bis 1950 bekam er Polygon zum Laufen, und in den fünf Jahren, die das Label existierte, wurden mehr als 180 Platten gemacht, alle von Alan produziert. 50 der Titel waren von Petula. 1955 wurde es Zeit für einen Wechsel. Das Label hatte zwar kleine Erfolge zu verzeichnen, darunter sogar einige Chart-Hits (der größte davon war The Little Shoemaker von Petula Clark auf Platz 7), aber der große Durchbruch ließ auf sich warten.
Alan wurde vom neuseeländischen Geschäftsmann Hilton Nixon kontaktiert, der einen ähnlichen Traum hatte wie Alan. Hilton hatte Nixa Records gegründet, hatte aber Probleme mit dem Vertrieb gehabt und einen Teil seiner Firma an Pye Radio verkauft. Unter dem Label Pye Nixa Records wurde Polygon mit Nixa vereinigt. Alan produzierte weiterhin Schallplatten, musste aber die Verantwortung mit anderen teilen. 1959 ließ die Firma das 'Nixa' wegfallen und wurde zu Pye Records.
Petula nahm immer noch Platten für Pye auf, hatte jedoch seit 1958 keinen Hit mehr gehabt. Alan aber fand einen Song, der ihre Karriere in Großbritannien wieder auf den Weg brachte: das Lied „Seemann“ von Werner Scharfenberger und Fini Busch, mit dem Lolita in Deutschland und im Rest Europas einen Riesenhit hatte. Norman Newell schrieb (unter dem Pseudonym David West) einen englischen Text für Sailor – und sie landeten damit Petulas ersten Nummer-1-Hit in Großbritannien (am 23. Februar 1961).
Petulas Platten wurden danach von Tony Hatch produziert, und sie startete mit Sailor eine Weltkarriere mit je zwei unterschiedlichen Nummer-1-Hits in Großbritannien und den USA. Den Mann, der ihr ermöglicht hatte, erstmals Platten aufzunehmen, hat sie aber nie vergessen und rief ihn Ende der 1970er Jahre sogar aus Australien an, um ihm zu seinem 50. Geburtstag zu gratulieren.